# Légende
Pour les articles homonymes, voir Légende (homonymie).
 (septembre 2009).
Si vous disposez d'ouvrages ou d'articles de référence ou si vous connaissez des sites web de qualité traitant du thème abordé ici, merci de compléter l'article en donnant les références utiles à sa vérifiabilité et en les liant à la section « Notes et références ».

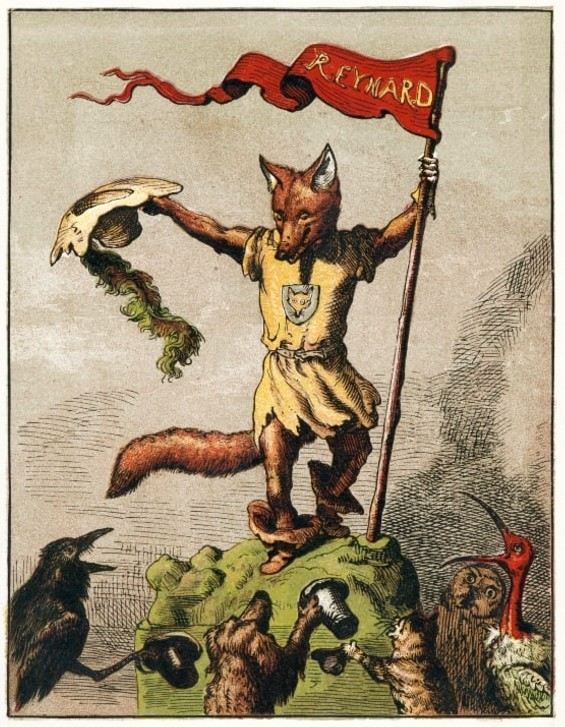
La légende médiévale de Renard.

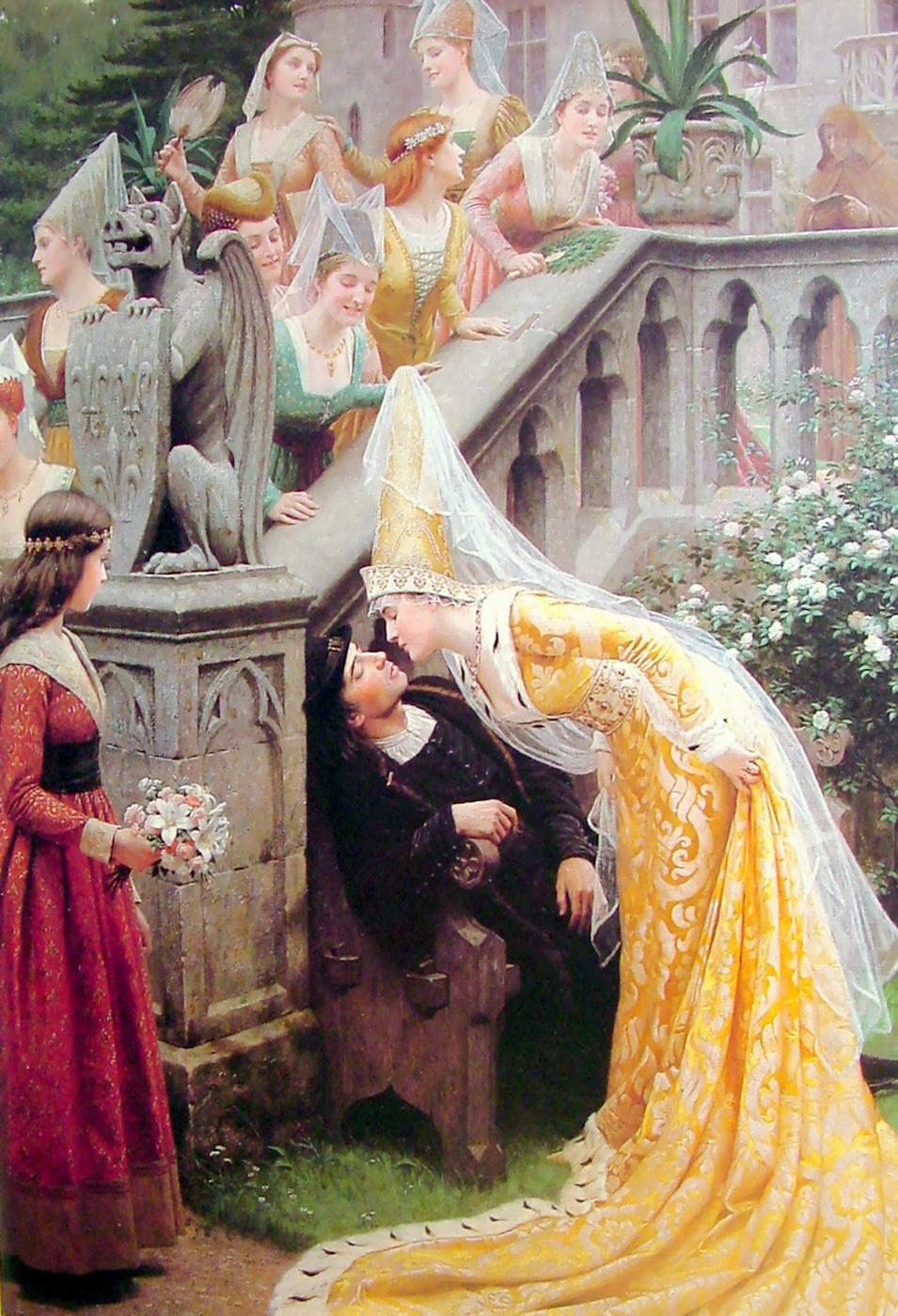
La légende d'Alain Chartier (1903).

Une légende (de l'adjectif verbal latin legenda, « les choses qui doivent être lues ») est, à l’origine, un récit mis par écrit pour être lu publiquement : généralement il s'agit d'une hagiographie lue dans les monastères, pendant les repas ; dans les églises, pour l’édification des fidèles lors de la fête d’un saint. Au XVIe siècle s'opère un glissement de sens, la légende devenant un récit à caractère merveilleux où les faits historiques sont transformés par l'imagination populaire ou l'invention poétique. Cette évolution « résulte de la nécessité devant laquelle se sont trouvés les hagiographes de fournir la matière destinée à alimenter le culte de saints personnages dont ils ignoraient à peu près tout ». Dans ce genre de littérature, la précision historique passe ainsi au second plan par rapport à l’intention spirituelle.
Le légendaire désigne l'auteur, le compilateur de légendes mais aussi le recueil de légendes.
Le légendier est un recueil de vies de saints sous forme de légendes hagiographiques qui ont plus un rôle liturgique et commémoratif que biographique.

## Légende et mythe
La légende diffère du mythe en ce qu'une légende tient de faits réels ; une histoire est racontée puis est transmise par oral d'où les modifications. On peut la définir comme un récit qui mêle le vrai et le faux.
Le récit fictif dans les légendes, mythes, contes et fables, est le plus souvent d'origine orale et fait appel au merveilleux. Une légende est fortement liée à un élément clé, ceci est précisé et se concentre sur un lieu, un objet, un personnage, une histoire, etc. Au fil du temps, la légende peut évoluer en mythe pour les sociétés futures, car elle perd en précision et gagne en fantaisie et en amplification, et s'oriente vers du mystique. Ainsi, dans une légende, il peut y avoir une partie mythe, comme pour ce qui est d'Héraclès, le héros Grec, l'Hercule des Romains.
Dans le langage courant, les notions de mythe, de légende, de conte et de fable sont souvent confondues. Néanmoins, le mythe renvoie à une histoire inventée pour fonder des croyances dans un monde divin.

## Origines des légendes
Jean-Pierre Bayard, dans son Histoire des légendes, énumère une dizaine de théories relatives aux origines des légendes. La théorie anthropologique, soutenue par Henri Gaidoz, Wilhelm Mannhardt et Edward Tylor, postule que les légendes proviendraient de pensées humaines primitives, de restes de religions et cultures élémentaires. La théorie astrale ou naturaliste considère les contes et les légendes étiologiques comme divinisant les grandes manifestations de la nature. La théorie mythologique est avancée par Grimm qui attribue la création des contes à l'enfance préhistorique de la patrie, Angelo De Gubernatis, à un naturalisme enfantin, Schelling, à la conscience individuelle du peuple qui ajoute aux légendes créées une signification religieuse. La théorie linguistique considère que les légendes sont issues de la transmission de récits entre plusieurs peuples qui empruntent les mots à d'autres cultures, les déforme, ce qui obscurcit le sens primitif originel et donne naissance à de nouveaux récits.